# Marieluise Beck
Pour les articles homonymes, voir Beck.
Marieluise Beck (Bramsche, 25 juin 1952) est une femme politique allemande. Membre d'Alliance 90 / Les Verts et députée au Bundestag, elle siège également à l'Assemblée parlementaire du Conseil de l'Europe.